# Leucaspis pusilla
Leucaspis pusilla är en insektsart som beskrevs av Löw 1883. Leucaspis pusilla ingår i släktet Leucaspis och familjen pansarsköldlöss. Inga underarter finns listade i Catalogue of Life.